# Glenea novemguttata
Glenea novemguttata là một loài bọ cánh cứng trong họ Cerambycidae.